# A Rush of Blood to the Head
A Rush of Blood to the Head là album phòng thu thứ hai của ban nhạc alternative rock người Anh Coldplay. Album được phát hành vào 26 tháng 8 năm 2002 tại Anh thông qua hãng đĩa Parlophone, được hợp tác sản xuất bởi ban nhạc và nhà sản xuất âm nhạc Kel Nelson. Album bắt đầu được thu âm sau thành công vang dội của album đầu tay của nhóm Parachutes, trong đó nổi bật hơn cả là đĩa đơn "Yellow". Các bài hát trong album có sử dụng nhiều âm hưởng của guitar điện và đàn piano hơn album trước đó.
Album đã chính thức được phát hành vào tháng 8 năm 2002, hai tháng sau ngày phát hành dự kiến. Nó cũng được phát hành vào 27 tháng 8 tại Hoa Kỳ thông qua Capitol Records. Capitol đã phát hành một phiên bản chỉnh sửa của album năm 2008 trên định dạng đĩa than 180-gram. Album đã ra mắt và tiếp nối thành công mà Parachutes để lại, giúp cho Coldplay trở thành một trong những ban nhạc có lượng album bán chạy nhất thế giới. Nó đã lập tức đứng đầu bảng xếp hạng UK Albums Chart ngay trong tuần đầu phát hành tại Anh, và trở thành album bán chạy thứ 8 trong thế kỷ 21 ở Anh. Album cũng được Hiệp hội Công nghiệp Thu âm Anh chứng nhận đĩa bạch kim tới 8 lần khi doanh số bán của nó đã là 2.8 triệu bản ở Anh và 19 triệu bản trên toàn cầu. Đĩa đơn của các bài hit trong album như "Clocks", "The Scientist", "In My Place" và "God Put a Smile upon Your Face" cũng đã được phát hành dù thành công của chúng đến chậm hơn dự kiến.
A Rush of Blood to the Head đã được giới phê bình âm nhạc đánh giá tích cực, qua đó giúp ban nhạc đoạt Giải Grammy cho Album nhạc alternative xuất sắc nhất năm 2003 cho album trên và Giải Grammy cho Thu âm của năm cho đĩa đơn "Clocks" năm 2004. Năm 2012, album đã được xếp hạng thứ 466 trong "500 album vĩ đại nhất mọi thời đại" theo tờ Rolling Stones. Nó cũng được bình chọn là album hay nhất mọi thời đại theo các thính giả trong một cuộc thăm dò của kênh phát thanh BBC 2 được tiến hành năm 2013.

## Xếp hạng và chứng nhận
| Bảng xếp hạng           | Vị trí cao nhất |
| ----------------------- | --------------- |
| Argentine Albums Chart  | 2               |
| Australian Albums Chart | 1               |
| Austrian Albums Chart   | 10              |
| Belgian Albums Chart    | 2               |
| Brazilian Albums Chart  | 1               |
| Canadian Albums Chart   | 1               |
| Danish Albums Chart     | 1               |
| Dutch Albums Chart      | 3               |
| European Albums Chart   | 1               |
| Finnish Albums Chart    | 4               |
| French Albums Chart     | 4               |
| German Albums Chart     | 1               |
| Greek Albums Chart      | 2               |
| Irish Albums Chart      | 1               |
| Italian Albums Chart    | 1               |
| Mexican Albums Chart    | 38              |
| Polish Albums Chart     | 25              |
| Portuguese Albums Chart | 3               |
| Spanish Albums Chart    | 4               |
| Swedish Albums Chart    | 5               |
| Swiss Albums Chart      | 1               |
| UK Albums Chart         | 1               |
| US Billboard 200        | 5               |

| Quốc gia                                                                           | Chứng nhận  | Số đơn vị/doanh số chứng nhận |
| ---------------------------------------------------------------------------------- | ----------- | ----------------------------- |
| Argentina (CAPIF)                                                                  | 3× Bạch kim | 120.000^                      |
| Úc (ARIA)                                                                          | 7× Bạch kim | 490.000^                      |
| Áo (IFPI Áo)                                                                       | Bạch kim    |                               |
| Brasil (Pro-Música Brasil)                                                         | Vàng        | 50.000*                       |
| Canada (Music Canada)                                                              | 4× Bạch kim | 400.000^                      |
| Đan Mạch (IFPI Đan Mạch)                                                           | Vàng        | 25.000^                       |
| Phần Lan (Musiikkituottajat)                                                       | Vàng        | 16,708                        |
| Pháp (SNEP)                                                                        | 2× Vàng     | 200.000*                      |
| Đức (BVMI)                                                                         | 3× Vàng     | 750.000^                      |
| Hy Lạp (IFPI Hy Lạp)                                                               | Vàng        | 15.000^                       |
| Ý (FIMI)                                                                           | Bạch kim    | 120,000                       |
| México (AMPROFON)                                                                  | Bạch kim    | 150.000^                      |
| Hà Lan (NVPI)                                                                      | Bạch kim    | 80.000^                       |
| New Zealand (RMNZ)                                                                 | 4× Bạch kim | 60.000^                       |
| Tây Ban Nha (PROMUSICAE)                                                           | Vàng        | 50.000^                       |
| Thụy Điển (GLF)                                                                    | Bạch kim    | 60.000^                       |
| Thụy Sĩ (IFPI)                                                                     | Vàng        | 20.000^                       |
| Anh Quốc (BPI)                                                                     | 9× Bạch kim | 2,708,489                     |
| Hoa Kỳ (RIAA)                                                                      | 4× Bạch kim | 4,925,000                     |
| Tổng hợp                                                                           |             |                               |
| Châu Âu (IFPI)                                                                     | 5× Bạch kim | 5.000.000*                    |
| * Chứng nhận dựa theo doanh số tiêu thụ. ^ Chứng nhận dựa theo doanh số nhập hàng. |             |                               |